# Oetiker-Gruppe
Die Oetiker-Gruppe ist ein international tätiges Unternehmen mit Hauptsitz in der Schweiz. Oetiker produziert und vertreibt Klemmen, Schellen, Ringe zum Befestigen von Schläuchen, Rohren und anderen Objekten sowie zugehörige Montagewerkzeuge. Das Unternehmen verfügt über 30 Niederlassungen weltweit und beschäftigt über 1.400 Mitarbeiter (2014). 2013 erzielte die Oetiker-Gruppe einen Umsatz von 237 Millionen Schweizer Franken.

## Geschichte
Gegründet wurde die Firma von Hans Oetiker im Jahr 1942 in Horgen am Zürichsee, Schweiz. Dort ist bis heute der Hauptsitz. 
Produktionsgesellschaften bestehen in der Schweiz, Deutschland, Spanien, Polen, USA, Kanada, China, Indien, Schweden und Litauen. Hinzu kommen Handelsgesellschaften in Holland, Grossbritannien, Tschechien, Ungarn, Österreich, Frankreich, Brasilien, Hong Kong und Japan.